# Apamea nubila
Apamea nubila är en fjärilsart som beskrevs av Moore 1881. Apamea nubila ingår i släktet Apamea och familjen nattflyn. Inga underarter finns listade i Catalogue of Life.